# Ernst Hecker
Ernst Hecker (* 15. September 1907 in Aue (Sachsen); † 30. November 1983 ebenda) war ein deutscher Maler und Grafiker.

## Leben
Hecker absolvierte in Aue eine Lehre als Graveur und arbeitete von 1927 bis 1933 als Gebrauchsgrafiker. In dieser Zeit bildete er sich autodidaktisch durch Zeichenstudien (Bleistift-, Kohle- und Rötelzeichnungen) in der Natur weiter. 1943/1944 studierte er an der Kunstakademie Dresden.
Ab 1945 arbeitete er in Aue als freischaffender Künstler. Er hatte sein Atelier an der Bockauer Straße.
Wichtig für ihn war besonders die Darstellung der Schönheit seiner Heimat, dem sächsischen Erzgebirge. Es entstanden neben Ölgemälden mit Blumen- und Pflanzenmotiven stimmungsvolle Landschaftsbilder. Einige seiner Werke wurden im Kalender Sächsische Gebirgsheimat abgedruckt.
In der DDR ging er zunehmend dazu über, Porträts seiner Mitmenschen, meist Arbeiter, zu zeichnen. So wurde das Porträt von Paul Adler, das den Titel Nach Feierabend erhielt, 1962 erfolgreich auf der Kunstausstellung in Karl-Marx-Stadt ausgestellt und anschließend vom Zentralkomitee der SED angekauft. Es folgten nun zahlreiche Aufträge von Porträts arbeitender Menschen wie beispielsweise Porträt des Arbeiterforschers Hans Richter oder Klare Köpfe – ehrliche Arbeit. Seine Liebe galt dem einfachen Menschen, dem „Kupferschmied“ (Bleistiftzeichnung), der Singenden Mutter, der alten Bammlern. Hervorragend sind diese Werke im Kreis ihres Lebensgefühles.
Ab 1973 nutzte Hecker zusammen mit anderen einheimischen Künstlern wie Hans Weiß, Kurt Teubner oder Helmut Humann den Ausstellungspavillon Bildende Kunst am Altmarkt in Aue, wo er seine Werke auch zum Verkauf anbieten konnte.

## Ehrungen
- 1954 und 1956 Max-Pechstein-Preis (1954 für das Bild Sinnende Mutter)
- 1962 Kunstpreis des Bezirkes Karl-Marx-Stadt
- 1967 Festveranstaltung der Stadt Aue zu seinem 60. Geburtstag mit einer Sonderausstellung seiner Werke

## Öffentliche Sammlungen mit Werken Heckers (mutmaßlich unvollständig)
- Aue: Stadtmuseum Aue
- Chemnitz: Neue Sächsische Galerie
- Chemnitz: Kunstsammlung der Wismut GmbH
- Dresden: Gemäldegalerie Neue Meister
- Oelsnitz: Sammlung Erzgebirgische Landschaftskunst[4]

## Werke (Auswahl)

### Tafelbilder
- Das Brot (1949, Öl; auf der 2. Deutsche Kunstausstellung)[5]
- Winter im Erzgebirge (1952, Öl, 64 × 56 cm; auf der Dritten Deutsche Kunstausstellung)[6]
- Auf Friedenswacht (1960, Öl)[7]
- Unsere Patenklasse am Arbeitsplatz (1961, Öl; Gemäldegalerie Neue Meister Dresden)[8]
- Schneeschmelze im Erzgebirge (um 1962, Öl; auf der Fünften Deutsche Kunstausstellung)[9]
- Fischer aus dem Donaudelta (1962, Öl, 66 × 51 cm)[10]
- Sommerweg (1979, Öl)[11]

### Zeichnungen
- Waldwinkel bei Bockau (1953, Kreide, 42 × 54 cm)
- Vietnamesische Mutter (1970, Feder, 66 × 46 cm)

## Ausstellungen (unvollständig)

### Postume Personalausstellung
- 2019: Aue, Stadtmuseum (Grafiken aus dem Fundus des Museums)

### Ausstellungsbeteiligungen
- 1945: Aue, Logenhaus („Befreite Kunst“; mit Emil Teubner, Hans Weiß und den Laienkünstlern Kurt Teubner, Otto und Paul Brandt)[12]
- 1949, 1953 und 1962/1963: Dresden, 2., Dritte und Fünfte Deutsche Kunstausstellung
- 1974 und 1985: Karl-Marx-Stadt, Bezirkskunstausstellungen

#### Postum
- 1984/1985: Karl-Marx-Stadt, Städtisches Museum am Theaterplatz („Retrospektive 1945–1984. Bildende Kunst im Bezirk Karl-Marx-Stadt“)
- 2018/2019: Chemnitz, Neue Sächsische Galerie („Generation im Schatten“)